# Beša (Michalovce)
Beša, ungarisch Bés ist eine Gemeinde im Osten der Slowakei mit 363 Einwohnern (Stand 31. Dezember 2024), die zum Okres Michalovce, einem Teil des Košický kraj, gehört und in der traditionellen Landschaft Zemplín liegt.

## Geographie
Die Gemeinde befindet sich im östlichen Teil der Ostslowakischen Ebene im Ostslowakischen Tiefland, zwischen den Flüssen Laborec und Latorica. Das Ortszentrum liegt auf einer Höhe von 107 m n.m. und ist 13 Kilometer von Veľké Kapušany sowie 32 Kilometer von Michalovce entfernt.
Nachbargemeinden sind Ižkovce im Norden, Vojany im Nordosten, Čičarovce im Osten, Poľany im Südosten, Soľnička und Boľ im Süden, Oborín im Südwesten und Veľké Raškovce im Westen und Nordwesten.

## Geschichte
Beša wurde zum ersten Mal 1265 als Bees schriftlich erwähnt und war damals Besitz des Geschlechts Hont-Pázmány. Im 19. Jahrhundert besaß die Familie Klobusiczky die Ortsgüter.
1715 gab es 10 Untertanen-Haushalte in Beša. Die Einwohner waren als Böttcher, Landwirte und Waldarbeiter tätig.
Bis 1918/1919 gehörte der im Komitat Ung liegende Ort zum Königreich Ungarn und kam danach zur Tschechoslowakei beziehungsweise heute Slowakei. Auch in der Zeit der ersten tschechoslowakischen Republik verblieb die Bevölkerung bei traditionellen Einnahmequellen. Auf Grund des Ersten Wiener Schiedsspruchs war der Ort von 1938 bis 1944 noch einmal Teil Ungarns. Nach dem Zweiten Weltkrieg wurde die örtliche Einheitliche landwirtschaftliche Genossenschaft (Abk. JRD) im Jahr 1957 gegründet, ein Teil der Einwohner pendelte zur Arbeit in Bau- und Industriebetriebe in Vojany, Michalovce und Humenné.

## Bevölkerung
| Jahr                | 1994 | 2004    | 2014    | 2024 |
| ------------------- | ---- | ------- | ------- | ---- |
| Anzahl der Personen | 393  | 372     | 363     | 363  |
| Unterschied         |      | −5,34 % | −2,41 % | +0 % |

| Jahr                | 2023 | 2024    |
| ------------------- | ---- | ------- |
| Anzahl der Personen | 362  | 363     |
| Unterschied         |      | +0,27 % |

Nach der Volkszählung 2011 wohnten in Beša 363 Einwohner, davon 298 Magyaren und 44 Slowaken. 21 Einwohner machten keine Angabe zur Ethnie.
269 Einwohner bekannten sich zur reformierten Kirche, 40 Einwohner zur römisch-katholischen Kirche, 15 Einwohner zur griechisch-katholischen Kirche, zwei Einwohner zur Evangelischen Kirche A. B. und ein Einwohner zu den Zeugen Jehovas. Zwei Einwohner waren konfessionslos und bei 34 Einwohnern wurde die Konfession nicht ermittelt.

## Bauwerke und Denkmäler
- reformierte (calvinistische) Kirche im klassizistischen Stil aus 1793, 1836 wurde der Turm hinzugebaut, 1903 erhielt die Kirche ihr heutiges Aussehen[6]

## Wirtschaft und Verkehr
In Beša endet die Cesta III. triedy 3749 („Straße 3. Ordnung“) von Vojany (Anschluss an die Cesta II. triedy 552 („Straße 2. Ordnung“)) heraus.